# Varvs församling
För den historiska församlingen med samma namn i Östergötland, se Varvs församling, Linköpings stift
Varvs församling är en församling i Falköpings och Hökensås kontrakt i Skara stift. Församlingen ligger i Tidaholms kommun i Västra Götalands län och ingår i Tidaholms pastorat. 

## Administrativ historik
Församlingen har medeltida ursprung.
Församlingen var tidigt annexförsamling i pastoratet Kungslena, Varva och Hömb för att därefter åtminstone från 1540 till 1992 vara moderförsamling i pastoratet Varv, Kungslena och Hömb som från 1962 även omfattade Dimbo församling och Ottravads församling. Församlingen ingår från 1998 i Tidaholms pastorat. Församlingen införlivade 2010 Acklinga församling, Kungslena-Hömbs församling och Dimbo-Ottravads församling.

## Kyrkor
- Acklinga kyrka
- Dimbo-Ottravads kyrka
- Franciskuskapellet
- Hömbs kyrka
- Kungslena kyrka
- Varvs kyrka